# Kose no Kanaoka

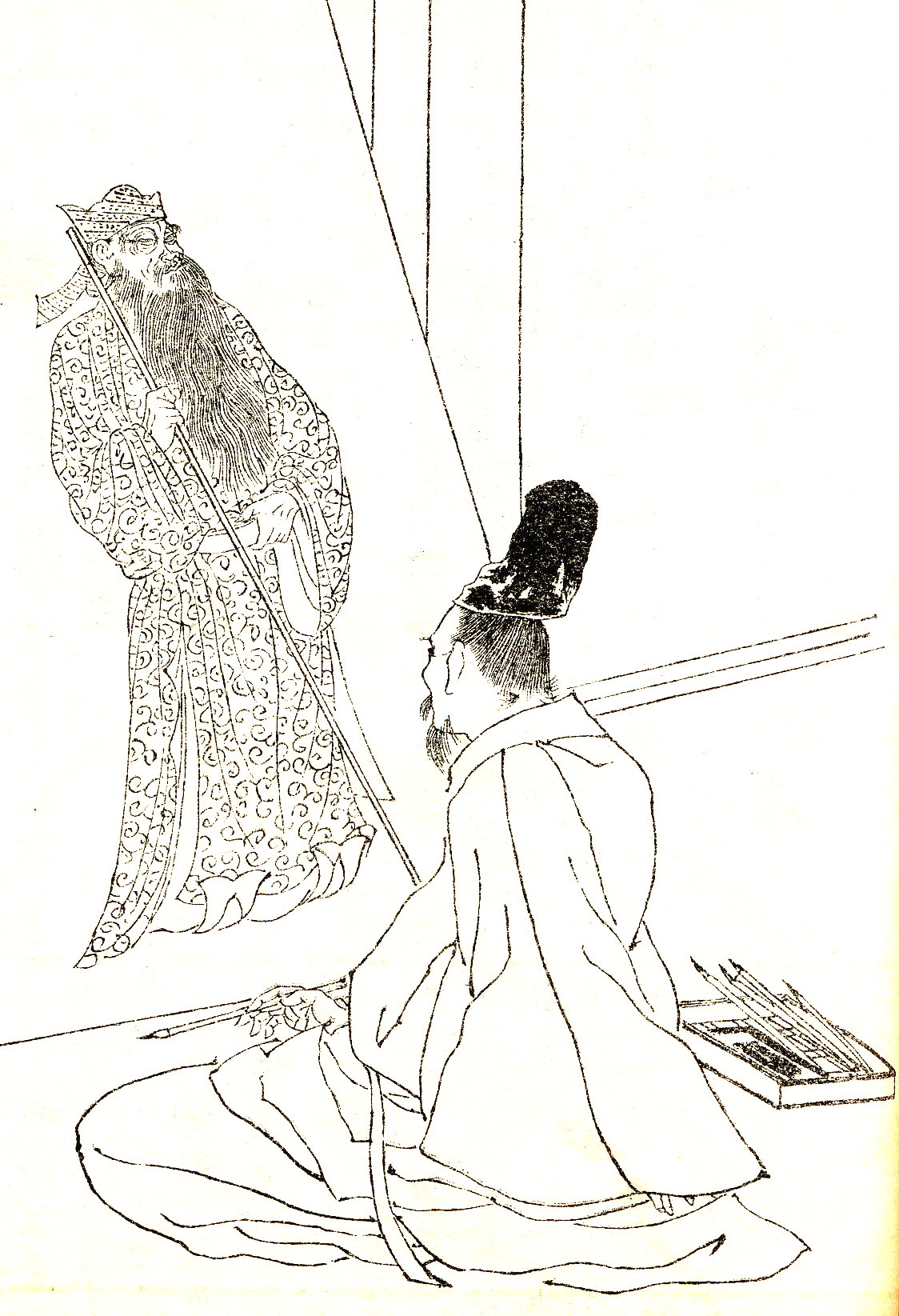
Kose no Kataoka

Kose no Kanaoka (japanisch 巨勢 金岡; tätig im 9. Jahrhundert) war ein japanischer Hofmaler und Begründer der Kose-Schule während der Heian-Zeit.

## Leben und Werk
Kose no Kanaoka war als Maler in der späteren Hälfte des 9. Jahrhunderts aktiv, als der chinesische Einfluss auf die Malerei zu schwinden begann und ein eigener, japanischer Stil sich zu entwickeln begann. Kanaoka behandelte in seinen Bildern sowohl chinesische als auch japanische Themen. Keine seiner Arbeiten sind auf uns gekommen, aber einige Rückschlüsse auf seine künstlerischen Aktivitäten gewinnt man aus erhaltenen Aufzeichnungen. Im Jahr 880 zum Beispiel malte er Konfuzius und seine Schüler, wobei er Vorlagen aus China zugrunde legte. 885 gestaltete er einen Stellschirm, mit dem der 50. Geburtstag des Premierministers (Dajō Daijin) Fujiwara no Mototsune (藤原 基経; 836–891) gefeiert wurde. 888 malte er auf Geheiß des Kaisers Uda eine Reihe von Porträts von hervorragenden japanischen Gelehrten des 9. Jahrhunderts, die sich im Verfassen von Gedichten auf Chinesisch, eine Mode der Zeit, ausgezeichnet hatten. 895 gestaltete er wieder einen Stellschirm, diesmal für Dainagon Minamoto no Yoshiari (源 能有; 845–897).
Kose war auch begabt im Gestalten von Gartenanlagen. Um 870 diente er als Aufseher während der Anlage des vom Kaiser geförderten Gartens Shinsen‘en (神泉苑) in Kioto. Er war ein enger Freund des Staatsmannes, Gelehrten und Dichters Sugawara no Michizane, auf dessen Wunsch er die Ausmalung des Shinsen’en übernahm.
Kose no Kanaoka wurde zum Begründer einer Maler-Linie, die vor allem von Mitglieder der Kose-Familie getragen wurde. Kanaokas eigene Arbeiten standen wohl noch unter beträchtlichem chinesischem Einfluss, aber seine Nachfolger in der Heian-Zeit entwickelten einen zunehmend japanischen Stil.